# BGM-109 Tomahawk
BGM-109 Tomahawk (poznan tudi kot TLAM, kar pomeni Tomahawk Land Attack Missile) je ameriški večnamenski manevrirni izstrelek dolgega dosega, ki ga je možno izstreliti iz ladje ali podmornice. V operativno uporabo je bil uveden leta 1983 in je do danes doživel številne nadgradnje in izboljšave. Poleg Vojne mornarice ZDA so izstrelki v uporabi tudi v britanski mornarici.
Za nakup sta se zanimali tudi Nizozemska in Španija, a sta nakup zaradi finančnih težav odpovedali leta 2007 in 2009.
Izstrelek Tomahawk je izdelan v več različicah. Nekatere so namenjene preciznim napadom na različne kopenske tarče, vključno s komunikacijskimi in poveljniškimi centri, letališči ter položaji zračne obrambe v nasprotnikovem zaledju. Obstaja tudi posebna verzija za napad na pomorske tarče, v preteklosti pa je bila v operativni rabi tudi različica, prirejena za izstrelitev s kopnega. Predlagana verzija za izstrelitev iz letal in bombnikov ni bila nikoli razvita, njeno vlogo je prevzel manevrirni izstrelek AGM-86 ALCM.

## Različice
Manevrirni izstrelki iz družine Tomahawk so zaradi modularne zasnove izdelani v več različicah, ki so si na zunaj zelo podobne, vendar so prirejene za opravljanje različnih nalog, kar vpliva na izbiro sistema vodenja, oborožitev, težo in doseg. Večina različic je zasnovana tako, da omogočajo izstrelitev iz običajnih 21-inčnih torpednih cevi, (533 mm), pa tudi iz navpičnih cevi (te so v rabi predvsem na površinskih ladjah in novejših tipih podmornic).
Za vzlet je uporabljen startni raketni motor na trdo gorivo, ki da izstrelku potrebno začetno hitrost za letenje, za let pa se nato vključi majhen turboventilatorski motor Williams International F107-WR-400 s potisno silo 2,7 kN, ki omogoča dosego hitrosti okrog 850 km/h. Motor tega tipa je bolj ali manj spremenjen uporabljen v večini različic Tomahawkov in drugih ameriških manevrirnih izstrelkov.

### BGM-109A TLAM-N
BGM-109A je bila prva različica manevrirnega izstrelka Tomahawk za napade na kopenske cilje in je bila oborožena z jedrsko bojno glavo W-80 nastavljive moči 5 - 200 kT. Prirejena je bila za izstrelitev z ladij in podmornic, z dosegom do 1500 navtičnih milj (2779 km). Ta doseg je omogočilo dodatno gorivo v sprednjem delu izstrelka, saj jedrska bojna glava v primerjavi s konvencionalno ne zavzame veliko prostora. Vodenje poteka s pomočjo sistema TERCOM, ki omogoča natančnost zadetka v krogu premera 80 m. Ta različica izstrelka je bila leta 1992 umaknjena iz operativne uporabe.

### BGM-109B TASM
BGM-109B je bil razvit sočasno z jedrsko različico in je namenjena napadom na pomorske cilje (TASM pomeni Tomahawk Anti Ship Missile). Oborožen je s konvencionalno eksplozivno bojno glavo teže 450 kg in ima domet do 550 km. Za vodenje uporablja podoben sistem kot protiladijski izstrelek AGM-84 Harpoon, ki poleg sistema inercialne navigacije vsebuje tudi aktivni radar za odkrivanje ciljev. Izstrelek izstrelijo v približno smer, kjer naj bi se nahajala tarča, ob približevanju tarči pa uporabi radar za precizno določanje njenega položaja. Izstrelek se nato spusti zelo nizko nad vodno gladino in obenem uporablja spremembe kurza, kar oteži obrambo pred izstrelkom. Za napad lahko uporabi direkten zadetek z majhne višine ali pa na zelo majhni razdalji od tarče hitro nabere višino in udari z vrha. Tudi ta različica je bila po koncu hladne vojne umaknjena iz operativne rabe.

### BGM-109C TLAM-C
BGM-109C je konvencionalna verzija manevrirnega izstrelka za napad na kopenske tarče, ki nosi konvencionalno bojno glavo. Njena oznaka je tudi Block II. Ta verzija je bila tudi uporabljena v več vojnah in danes služi kot podlaga za razvoj izboljšanih različic. Maksimalni doseg je 1250 km, poleg sistema TERCOM pa je za večjo natančnost zadetka dodan tudi korelator terena DSMAC, ki poveča natančnost zadetka na 10 - 15 m. Izstrelek omogoča tri načina napada na cilj - direkten udar s strani, udar z vrha in eksplozija bojne glave nad ciljem (za napad na tarče v zaklonu).

### BGM-109D TLAM-D
Različica je zelo podobna konvencionalni verziji TLAM-C, vendar ima namesto enotne bojne glave vgrajeno kasetno municijo, ki jo lahko odvrže naenkrat ali v več paketih in tako omogoča napad na več ločenih ciljev.

### BGM-109E (Block III)
BGM-109E je bila sprva oznaka izboljšane verzije protiladijskega izstrelka TASM, vendar so njen razvoj prekinili. Ista oznaka je zdaj uporabljena za taktično verzijo Tomahawka, ki je v bistvu izboljšana verzija konvencionalne verzije TLAM-C z dodanim GPS vodenjem, kar omogoča hitrejše in bolj fleksibilno načrtovanje nalog. Izstrelki tega tipa so manjši, lažji in precej cenejši od starejših različic z daljšim dosegom. 
Zaradi nekoliko spremenjenih dimenzij in drugačnih krmilnih površin (3 namesto 4) novejši izstrelki tega tipa (npr. Block IV) niso uporabni za izstrelitev iz običajnih torpednih cevi, temveč zahtevajo posebne izstrelitvene sisteme. Vgrajena kamera omogoča tudi izvidovanje (možnost dalj časa trajajočega letenja nad tarčo), oceno uspešnosti napada, iskanje alternativnih ciljev in možnost napada na premične cilje. Poleg tega jih je mogoče programirati med letom s pomočjo satelitske podatkovne zveze. 

### BGM-109F
Podobna različici TLAM-D, posebej namenjena uničevanju letališč. Razvoj je bil ustavljen.

### BGM-109G GLCM
Ta različica, ki je neposredna izpeljanka jedrskega TLAM-N, je bila namenjena izstrelitvi s kopnega z mobilne platforme, nameščene na tovornjaku (Ground Launched Cruise Missile). Doseg je bil 2500 km, natančnost 80 m, izstrelek pa je nosil jedrsko bojno glavo W-84. Večina teh izstrelkov je bila nameščena v Evropi kot protiutež Vzhodnemu bloku in sovjetskimi raketnimi izstrelki srednjega dosega. Na koncu hladne vojne so bili ti izstrelki v skladu s pogodbo umaknjeni iz operativne uporabe.

### BGM-109H MRASM
Pri tej različici gre za manevrirni izstrelek srednjega dosega (Medium Range Air to Surface Missile), ki bi ga izstreljevali iz letal na kopenske in pomorske cilje. Poseben problem je predstavljala zahteva po možnosti napada na gibljive cilje, zato so za vodenje preizkušali kombinacije sistemov TERCOM, DSMAC in različnih kamer. Zaradi vseh tehničnih težav pri razvoju in nezadostne podpore projektu je bil razvoj ukinjen preden so bili izdelani izstrelki. Rezultati razvoja so bili uporabljeni pri načrtovanju izstrelkov drugih tipov.